# Ali Hassan al-Majid
Ali Hassan al-Majid (àrab: علي حسن الماجد, ʿAlī Ḥasan al-Mājid) (Tikrit, 1941 - Bagdad, 25 de gener del 2010), més conegut com a Alí el Químic, va ser un general iraquià que va exercir diferents càrrecs de rellevància durant el govern del seu cosí Saddam Hussein: ministre de Defensa, ministre d'Interior, Cap de Seguretat, Governador Militar de Kuwait, etc.
El seu renom d'«Alí el Químic», així com el d'«el Carnisser del Kurdistan», té el seu origen a la campanya d'Anfal, i molt en especial pel seu protagonisme en l'atac amb armes químiques a Halabja, un atac amb gasos tòxics (gas mostassa) a la població kurda d'aquesta localitat el març de 1988, en el qual van morir enverinades milers de persones. Ali Hassan també va supervisar l'ocupació de Kuwait de 1990 i 1991 encarregant-se del seu govern militar. També va ocupar càrrecs rellevants durant les successives repressions a les revoltes dels kurds i xiïtes.
Començada la invasió de l'Iraq de 2003, ja al voltant del mes d'abril, es va produir un atac amb míssils guiats per làser sobre el seu domicili de Bàssora. Declaracions d'un alt comandament (el major Andrew Jackson) van afirmar haver trobat el seu cadàver al costat del del seu guardaespatlles i al del cap de la intel·ligència iraquiana. Però el juny del mateix any, l'estat d'al-Majid va canviar oficialment de "mort sense confirmació" a "desconegut", deixant la possibilitat de ser viu. Va arribar a ser el cinquè iraquià més buscat, segons les cartes publicades pel govern nord-americà amb els rostres dels iraquians més buscats.
Al-Majid es va enfrontar al Tribunal Especial Iraquià des del 21 d'agost de 2006, acusat de crims contra la humanitat i de genocidi, essent condemnat a mort. El 29 de febrer de 2008 la seva condemna fou confirmada i firmada la seva sentència. El 17 de febrer fou condemnat amb una altra pena de mort per l'atac que va rebre la població en la zona kurda de Halabja, on hi moriren 5.000 ciutadans.
Ali Hassan fou executat el 25 de gener de 2010.